# 島津忠宗 (越前家)
島津 忠宗（しまづ ただむね）は、鎌倉時代後期の武将・歌人。知覧（院）氏の祖。
和歌に優れ、『続千載和歌集』、『新後撰和歌集』に詠歌が残る。これらの作品は島津氏宗家4代当主・島津忠宗の作品とされる場合が多いが、『勅撰作者部類』には「惟宗（島津）忠宗　常陸介忠景男」と明記があり、また父・島津忠景、子・忠秀が共に勅撰作者である家系的な側面から考えても、越前家の忠宗の作とみる方が自然である。